# 채경 (수호전)

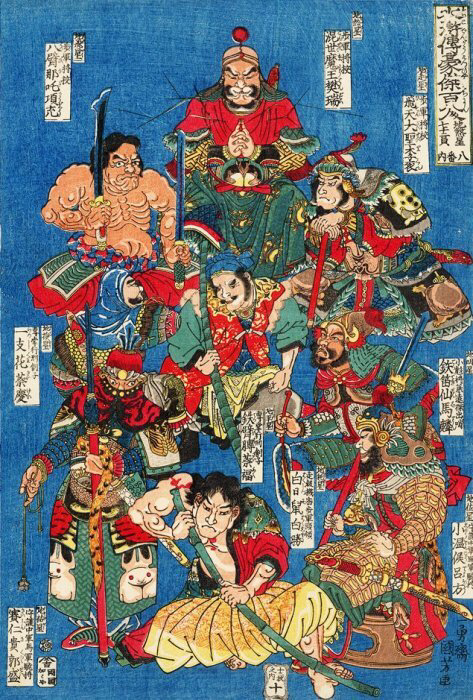

채경(蔡慶)은 중국의 사대기서(四大奇書) 중 하나인 《수호전》(水滸傳)에 등장하는 인물로, 108성 중 95위이자 지살성(地煞星)의 지손성(地損星)에 해당한다. 별호는 일지화(一枝花)로 살쩍에 꽃 한송이를 꽂고 다닌 데서 유래했다. 친형으로 채복이 있다.

## 생애
형 채복과 함께 북경 대명부의 감옥 관리로 참수 관리도 겸하고 있었다. 노준의가 북경 대명부에서 붙잡혔을 때 채복은 이고와 양산박의 시진 양쪽으로부터 뇌물을 받고 노준의의 처우를 고민하고 있었는데, 채경은 형에게 양산박과 노준의를 도와줄 것을 권했다. 양산박에서 북경 대명부 공략군이 왔을 때 형과 함께 양산박에 들어갔으며, 양산박에서도 처형일을 담당하였다. 채복은 방랍토벌 때 청계현 전투에서 전사하였는데, 채경은 양산박군이 형을 죽인 두미를 붙잡자 두미의 배를 찢어 간을 도려냄으로써 형의 원한을 풀었다. 그 후에는 고향인 북경 대명부로 돌아가 서민으로 살았다.